# Alun Llewellyn
David William Alun Llewellyn (geboren am 17. April 1903 in Lewisham bei London; gestorben 1987) war ein britischer Anwalt und Schriftsteller, bekannt durch seinen Science-Fiction-Roman The Strange Invaders von 1934.

## Leben
Nach dem Besuch der Alleyn’s School in Dulwich, London, studierte Llewellyn am St. John’s College in Cambridge mit Auszeichnungen (Chancellor’s Gold Medal für Lyrik 1923 und College Literature Prize 1924) und schloss 1924 mit dem Bachelor in Geschichte und Literatur ab. 1925 erwarb er den Bachelor in Rechtswissenschaft, 1928 den Master und erhielt 1927 die Anwaltszulassung am Lincoln’s Inn. 1931 und 1935 war er Parlamentskandidat der Liberalen in South Croydon. Von 1936 bis 1939 war er Vertragsübersetzer und -gutachter beim Völkerbund in Genf, danach Rechtsberater der ägyptischen Regierung in Zusammenhang mit der Montreux Convention Regarding the Abolition of the Capitulations in Egypt. Während des Zweiten Weltkriegs arbeitete er für den britischen Nachrichtendienst. Von 1947 bis 1949 war er mit den Entschädigungen für die Verstaatlichung des Kohlebergbaus befasst, von 1951 bis 1953 Vertreter des Londoner Camberwell Borough, danach von 1955 bis 1972 Pressesprecher der Commonwealth Industries Association.
Als Schriftsteller arbeitete Llewellyn in mehreren Genres. Nach einem ersten, 1921 erschienenen Gedichtband schrieb er satirische Erzählungen, gesammelt in Confound their Politics (1934), politische Essays, sowie zwei Theaterstücke und auch einen Reiseführer für Wales. Bekannt ist er heute aber vor allem durch den Roman The Strange Invaders (1934), eine Scientific Romance in der Tradition von Richard Jefferies’ After London: In einer eiszeitlichen Welt ist die Zivilisation untergegangen, die Menschheit ist auf ein steinzeitliches Niveau herabgesunken, die Wüste Gobi ist eine der letzten bewohnbaren Gegenden, wo die dort hausenden Stämme Marx, Lenin und Stalin als Heilige einer primitiven Religion verehren. Nicht genug damit, sind diese bedrängten Menschen auch noch mit der Invasion einer Rasse nahezu unbesiegbarer Echsenwesen konfrontiert.

## Bibliografie
- Ballads and Songs (Gedichte, 1921)
- The Emperor of Britain : King Arthur and his Relation to Wales (Vortrag, 1930)
- The Deacon (Roman, 1934)
- Confound their Politics (Erzählungen, 1934)
- The Strange Invaders (Roman, 1934)
- mit Kenneth Ingram: The Union Society of London : The First Hundred Years (1935)
- The Soul of Cézar Azan (Roman, 1938)
- Jubilee John: Being the Record of a Pilgrim's Progress Through an Arabian Night (Satire, 1939)
- The Tyrant from Below : An Essay in Political Revaluation (Essay, 1957)
- Ways to Love : A Comedy in One Act (Komödie, 1958, Uraufführung 1968)
- Shelley Plain (Drama, Uraufführung 1960)
- The World and the Commonwealth (1968)
- The Shell Guide to Wales (1969)